# Gloomy
『Gloomy』（グルーミー）は、日本のバンド毛皮のマリーズの通算4枚目のスタジオ・アルバムである。2009年4月8日発売。発売元はJESUS RECORDS。インディーズ最後のアルバム。

## 収録曲
作詞・作曲：志磨遼平、編曲：毛皮のマリーズ
1. チャーチにて[4:47]
2. 人間不信[4:51]
3. 愛する or die(Raw Ver.)[2:27]
4. Honey Apple[3:18]
5. ザ・フール[5:03]
6. 人生II[3:22]
7. God Only Heavy Metal[4:42]
8. 超観念生命体私[3:32]
9. 小鳥と私[2:35]
10. 恋をこえろ[2:52]
11. 平和[5:19]
12. The Heart Of Dixie[3:03]
13. 悪魔も憐れむ歌[4:41]